# Chiloplacus propinquus
Chiloplacus propinquus is een rondwormensoort. De wetenschappelijke naam van de soort is voor het eerst geldig gepubliceerd in 1921 door De Man.